# Melaleuca sieberi
Melaleuca sieberi är en myrtenväxtart som beskrevs av Johannes Conrad Schauer. Melaleuca sieberi ingår i släktet Melaleuca och familjen myrtenväxter. Inga underarter finns listade i Catalogue of Life.